# 日本囲碁ジャーナリストクラブ賞
日本囲碁ジャーナリストクラブ賞（にほんいごジャーナリストクラブしょう）は囲碁を掲載している新聞の担当記者らで構成される「日本囲碁ジャーナリストクラブ」の会員が投票して決める賞。1983年から毎年年末に行われている。

## 受賞者
- 1983年（第1回） 加藤正夫
- 1984年（第2回） 藤沢秀行
- 1985年（第3回） 武宮正樹
- 1986年（第4回） 趙治勲
- 1987年（第5回） 安倍吉輝
- 1988年（第6回） 林海峰
- 1989年（第7回） 宮崎志摩子
- 1990年（第8回） 坂田栄男
- 1991年（第9回） 白江治彦
- 1992年（第10回） 菊池康郎
- 1993年（第11回） 三堀将
- 1994年（第12回） 石田芳夫
- 1995年（第13回） 柳時熏
- 1996年（第14回） 小林光一
- 1997年（第15回） 大竹英雄
- 1998年（第16回） 工藤紀夫
- 1999年（第17回） 趙善津
- 2000年（第18回） 山下敬吾
- 2001年（第19回） ほったゆみ、小畑健、梅沢由香里
- 2002年（第20回） 小林覚
- 2003年（第21回） 王銘琬
- 2004年（第22回） 張栩、小林泉美
- 2005年（第23回） 小林覚
- 2006年（第24回） 大淵盛人
- 2007年（第25回） 梅沢由香里
- 2008年（第26回） 井山裕太
- 2009年（第27回） 井山裕太、石井邦生
- 2010年（第28回） 坂井秀至
- 2011年（第29回） 張栩
- 2012年（第30回） Zen
- 2013年（第31回） GO・碁・ジャパン
- 2014年（第32回） 政光順二（クラウドファンディング13路盤選抜プロトーナメント戦企画者）
- 2015年（第33回） 石倉昇
- 2016年（第34回） アルファ碁開発チーム
- 2017年（第35回） 井山裕太
- 2018年（第36回） 万波奈穂
- 2019年（第37回） 仲邑菫
- 2020年（第38回） 藤沢里菜
- 2021年（第39回） 藤沢一就
- 2022年（第40回） 香山由志子（日本棋院専属カメラマン）
- 2023年（第41回） 大橋拓文、吉原由香里、風間隼（『囲碁であそぼ！』制作スタッフ）
- 2024年（第42回）一力遼（応氏杯優勝に貢献）